# Takk...
Takk... är det femte studioalbumet av det isländska bandet Sigur Rós. Albumet har sålts i över 800 000 exemplar världen över sedan det släpptes den 12 september 2005. De första singlarna, "Glósóli" och "Sæglópur" släpptes 15 augusti och 16 augusti, Glósóli världen över och Sæglópur endast i USA. Singeln "Hoppípolla" släpptes i Storbritannien den 28 november 2005 och gick in på den brittiska singellistan som nummer 35 den 4 december. Då den återutgavs nådde den plats 24 på samma lista.
Till skillnad från föregående albumet ( ), sjöngs Takk... främst på isländska, men även på hoppländska. Låtarna "Andvari", "Gong", "Mílanó" och "Sé lest" sjungs helt på hoppländska. På låten Mílanó medverkar stråkkvartetten Amiina.
Sigur Rós har även gjort musikvideor till låtarna "Glósóli", "Hoppípolla" och "Sæglópur". Glósólivideon består av barn klädda i äldre isländska dräkter som är på väg mot något okänt. På vägen leder ledaren, en pojke med trumma, barnen över ett landskap karaktäriserat på öppna fält och klippiga berg, samtidigt som han plockar upp fler och fler barn. Sången kulminerar mot slutet då barnen når en kulle och ledaren börjar slå kraftigare på sin trumma. När låten når sitt klimax springer barnen i full fart ut mot klippan, och när barnen är längst ut hoppar de ut och flyger över havet.
Hoppípollamusikvideon handlar om äldre människor som lever som ungdomar, de hoppar i pölar (det också låten betyder), kastar snöbollar, busplingar på dörrar och annat. Sæglópur handlar om en pojke som simmar i havet.

## Låtar på albumet
| Nr  | Titel           | Längd | Svensk tolkning    |
| --- | --------------- | ----- | ------------------ |
| 1.  | "Takk..."       | 1:57  | Tack...            |
| 2.  | "Glósóli"       | 6:16  | Glödsol            |
| 3.  | "Hoppípolla"    | 4:28  | Hoppa i pölar      |
| 4.  | "Með blóðnasir" | 2:17  | Jag blöder näsblod |
| 5.  | "Sé lest"       | 8:40  | Jag ser ett tåg    |
| 6.  | "Sæglópur"      | 7:38  | Förlorad på havet  |
| 7.  | "Mílanó"        | 10:25 | Milano             |
| 8.  | "Gong"          | 5:33  | Gong               |
| 9.  | "Andvari"       | 6:40  | Mild bris          |
| 10. | "Svo hljótt"    | 7:24  | Så tyst            |
| 11. | "Heysátan"      | 4:09  | Höstack            |